# 日英同盟
日英同盟（にちえいどうめい、英: Anglo-Japanese Alliance）は、日本（大日本帝国）とイギリス（大英帝国）との間の軍事同盟（攻守同盟条約）である。
1902年（明治35年）1月30日にロシア帝国の極東進出政策への対抗を目的として、駐英日本公使・林董とイギリス外相・第5代ランズダウン侯爵ヘンリー・ペティ＝フィッツモーリスの間で、ランズダウン侯爵邸（ランズダウンハウス）オーバルルームにおいて調印された。
その後、第二次（1905年:明治38年）、第三次（1911年:明治44年）と継続更新されたが、1921年（大正10年）のワシントン海軍軍縮会議の結果、調印された四カ国条約成立に伴って、1923年（大正12年）8月17日に失効した。

## 歴史

### 清の利権争い

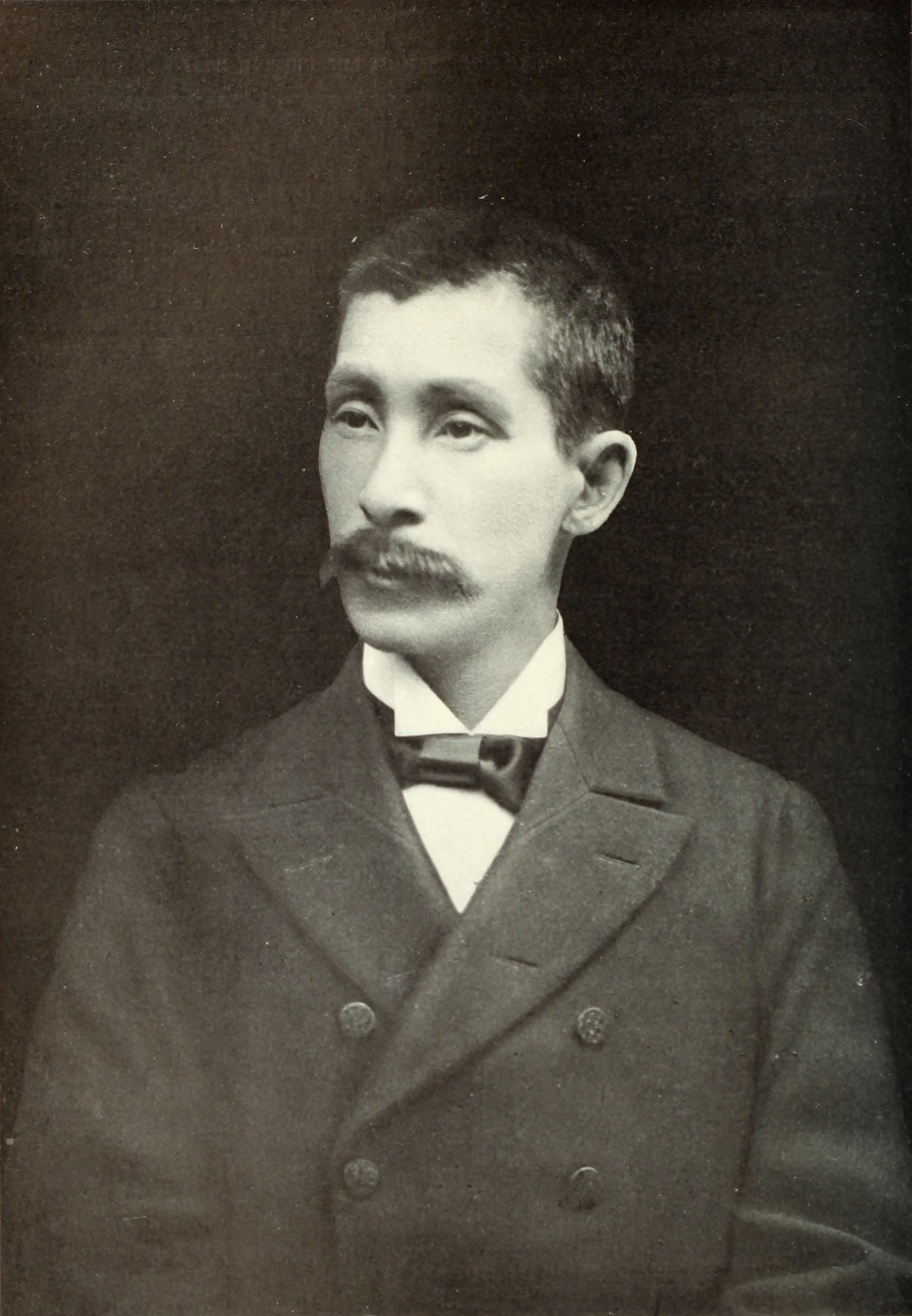
小村寿太郎

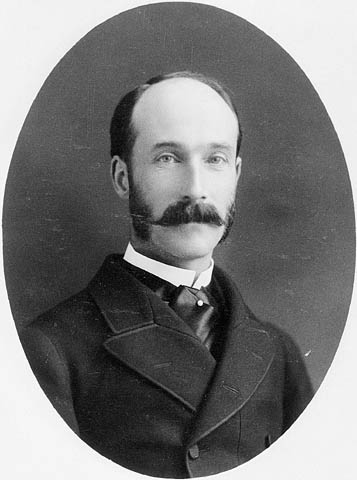
ヘンリー・ペティ＝フィッツモーリス

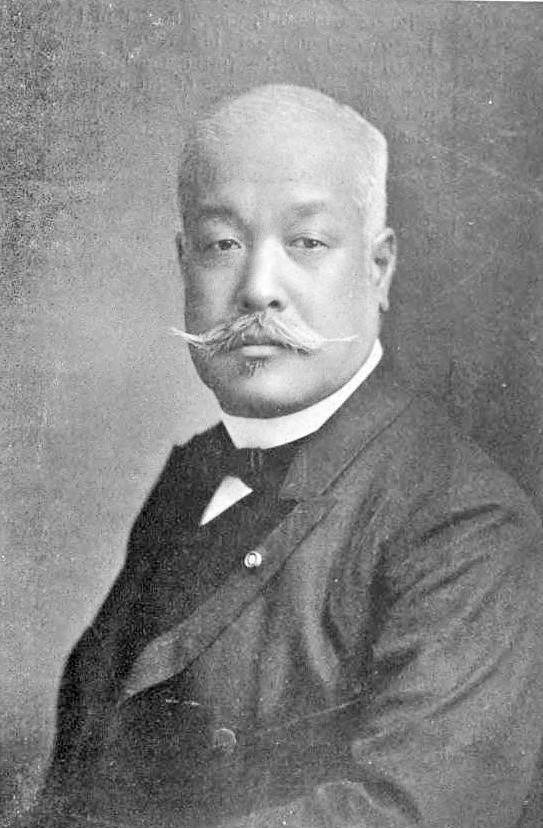
林董

1895年（明治28年）の日清戦争で清が日本に敗北して以降、中国大陸をめぐる情勢が一変した。日本への巨額の賠償金を支払うために清国政府はロシア帝国とフランスから借款し、その見返りとして露仏両国に清国内における様々な権益を付与する羽目になったが、これをきっかけに急速に列強諸国による中国分割が進み、アヘン戦争以来のイギリス一国による清の半植民地（非公式帝国）状態が崩壊した。
とりわけ、シベリア鉄道の満洲北部敷設権獲得に代表されるロシアの満洲や華北への進出は激しかった。フランスもフランス領インドシナ（現在のベトナム）から進出して雲南省、広西省、広東省、四川省など、華南を勢力圏に収めていった。ロシアとフランスは1893年に露仏同盟を締結しており、三国干渉に代表されるように中国分割においても密接に連携しており、華北を勢力圏とするロシアと連携してイギリスが挟撃される恐れが生じていた。
これに対抗してイギリス首相第3代ソールズベリー侯爵ロバート・ガスコイン＝セシルは、清国の領土保全を訴えることで、露仏が中国大陸におけるイギリスの権益を食い荒らすのを防ごうとした。さらに、1896年（明治29年）3月にはドイツ帝国と連携し、露仏に先んじて清政府に対日賠償金支払いのための新たな借款を与えることで、英独両国の清国内における権益を認めさせた。
また、これに先立ち、同年1月にフランスと協定を締結し、英仏両国ともメコン川上流に軍隊を駐屯させず、四川省と雲南省を門戸開放することを約定した。これにより、フランスの北上に一定の歯止めをかけることに成功した。

### 独露の進出阻止
1897年（明治30年）に山東省でドイツ人カトリック宣教師が殺害された事件を口実に、ドイツ皇帝ヴィルヘルム2世率いるドイツ帝国軍が清に出兵し膠州湾を占領、そのまま同地を租借地として獲得した。これについてソールズベリー侯爵は、ドイツがロシアの南下政策に対する防波堤になるだろうと考えて始めは歓迎していたが、ヴィルヘルム2世が山東半島全体をドイツ勢力圏と主張しはじめるに及び、ドイツへの警戒感も強めた。
1898年（明治31年）に入るとロシアが遼東半島の旅順を占領し、さらに大連にも軍艦を派遣し、武力侵攻によって清政府を威圧してそのまま旅順と大連をロシア租借地とした。これに対抗してソールズベリー侯爵はこれまでの「清国の領土保全」の建前を覆して、清政府に砲艦外交をしかけ、「ロシアが旅順占領をやめるまで」という期限付きで山東半島の威海衛をイギリス租借地とした。同時にドイツが露仏と一緒になってこの租借に反対することを阻止するために、山東半島をドイツの勢力圏と認めざるを得なかったが、これはイギリス帝国主義にとって最も重要な揚子江流域にドイツ帝国主義が進出していくことを容認するものであり、イギリスにとっては大きな痛手であった。植民地大臣のジョゼフ・チェンバレンはこの年、イギリスが「栄光ある孤立」の政策を続ける限り、清国の運命はイギリスの利益と願望に反したかたちで決まるだろうと演説し、クリミア戦争のときのように、いずれかの強国と軍事的に連盟することが今後必要になるはずだと訴えた。
1899年（明治32年）に入った頃には、ロシア帝国主義の満洲と華北全域の支配体制はより盤石なものとなっており、ロシアがこの地域に関税をかけるのも時間の問題だった。さらに、1900年（明治33年）に起こった義和団の乱に乗じてロシアは満州を軍事占領した。ロシアは満州からの撤兵を約束したが、なかなか実行せず、むしろ南の朝鮮半島（大韓帝国）にも触手を伸ばすようになった。これにイギリスと日本は警戒を強め、両国の間に対ロシアという共通の紐帯ができた。

### 同盟締結
この頃、日本の政界では、伊藤博文や井上馨らがロシアとの妥協の道を探っていたが、山縣有朋、桂太郎、西郷従道、松方正義、加藤高明らは、ロシアとの対立は遅かれ早かれ避けられないと判断し、イギリスとの同盟論を唱えた。
結局、日露協商交渉は失敗し、外相小村寿太郎により日英同盟締結の交渉が進められた。伊藤ももはや日英同盟に反対はせず、1902年（明治35年）1月30日にはロンドンの外務省において日英同盟が締結された。調印時の日本側代表は林董特命全権公使、イギリス側代表はソールズベリー侯爵内閣の外務大臣第5代ランズダウン侯爵ペティ＝フィッツモーリスであった。
第一次日英同盟の内容は、締結国が他国（1国）の侵略的行動（対象地域は中国・朝鮮）に対応して交戦に至った場合は、同盟国は中立を守ることで、それ以上の他国の参戦を防止すること、さらに2国以上との交戦となった場合には同盟国は締結国を助けて参戦することを義務づけたものである。また、秘密交渉では、日本は単独で対露戦争に臨む方針が伝えられ、イギリスは好意的中立を約束した。条約締結から2年後の1904年には日露戦争がおこり、イギリスは表面的には中立を装いつつ、諜報活動やロシア海軍へのサボタージュ、戦費調達等で日本を大いに助けた。
また、日英同盟を契機として日本は金準備の大部分をロンドンに置き、その半分以上はイギリス国債に投下したり、またはロンドン預金銀行に貸し付けるようになった。

### 第二次同盟

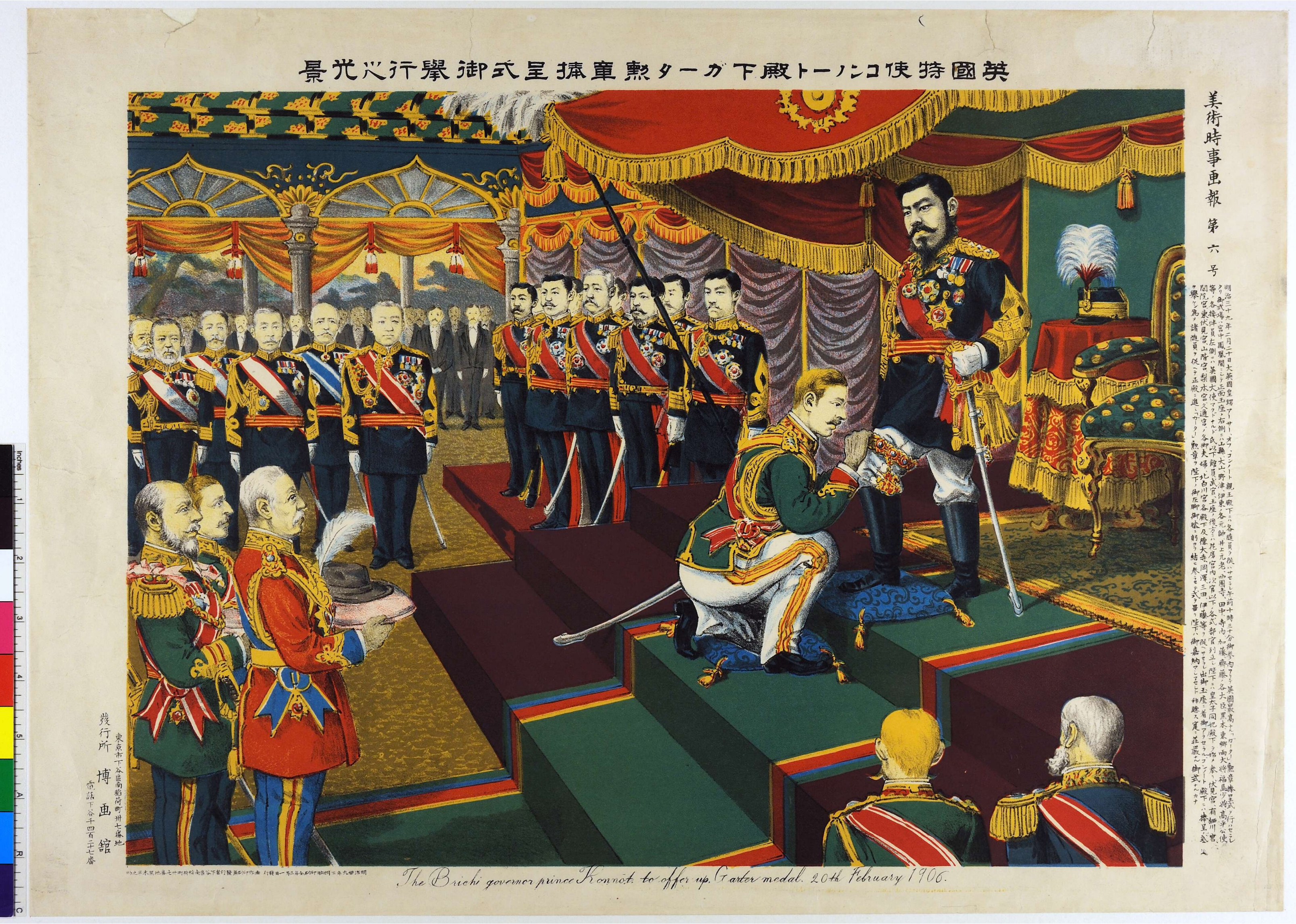
1906年、英国使節コノート公アーサーの手でガーター勲章を佩用する明治天皇

第一次同盟は1902年（明治35年）1月30日から起算して5年間有効とされた。しかし、締結2年後に日露戦争が開戦し、戦況が日本軍の優勢となったことが英国内で報じられると、英国では同盟拡張などの唱道者も現れた。第一次同盟に調印したランズダウン英国外相は、1905年（明治38年）3月下旬に、在英国日本国大使館初代大使にして特命全権大使となった林董を介し、同盟継続について準備協議を希望する旨を日本側に打診した。これを受けた日本側は協議を進め、日本政府が同年5月24日に閣議で裁可した新交渉案を英国に提示し、両国の事前交渉が始まった。
イギリス側は同盟の適応範囲をインド（イギリス領インド帝国）まで拡大することを希望したが、新たな戦争に巻き込まれたくなかった日本は難色を示した。両国間で更なる協議が進められた結果、第一次では適用範囲が東亜（清韓両国）とされていたが、第二次日英同盟では東亜にインドを加えた適用範囲に拡大された。また、大韓帝国については、国際情勢から第一次よりさらに踏み込んだ保護国化（第三條）で両国が妥結し、第一次日英同盟での「防守」を主軸とした内容が、第二次では「攻防」へ変更された。
英国側はランズダウン外相、日本側は小村外相がポーツマス条約の事前交渉で渡米していたことから、在英国日本国大使館の林特命全権大使が出席調印し、8月12日にロンドンで第二次日英同盟が締結された。第二次日英同盟では、イギリスのインドにおける特権と、清国に対する両国を含む列国の商業的機会均等を肯定し、さらに締結国が他の国1国以上と交戦した場合は、同盟国はこれを助けて参戦するよう義務付けた攻守同盟に強化された。日本の大韓帝国の保護国化をイギリスが承認する条件で妥協した。また、同盟の有効期限が10年間へと変更延長となった。同条約は、ポーツマス条約締結後の同年9月27日に両国で公表されている。

### 第三次同盟
1909年（明治42年）、アメリカ合衆国国務長官のノックスは東清鉄道中立化提案（満州の全鉄道を清国に返還し、列国の管理下に置こうとするもの）を行う。一方日本は、翌1910年（明治43年）第二次日露協約を成立させて両国の関係の調整を進展させた。日米対立の機運の醸成の中、英米間で総括的仲裁裁判条約締結の気運がおこると、これと日英同盟協約との関係の調整が問題となった。そこで1911年（明治44年）新たに第三次日英同盟が成立した。この改訂協約においては、締約国の一方が第三国と総括的仲裁裁判条約を結んだ場合、その締約国は前述の第三国と交戦する義務を負わないことを規定していた。これによって、アメリカ合衆国をこの同盟の対象から除外したこれは日本、イギリス、ロシアによる中国での権益拡大を強く警戒するアメリカの希望によるものであった。ただし、この条文は「自動参戦規定」との矛盾を抱えていたため、実質的な効力は期待できなかった。そのほか、前協約から韓国（大韓帝国）に関する条項、およびインド国境防衛に関する条項が削除された。さらに、同年に発生した辛亥革命に対する日本の行動にイギリスは同調せず、官軍と革命軍の仲介を図ったため、日本側はイギリスに不信感を持ち、両国にとって条約の重要性は低下した。
また、日本は第三次日英同盟に基づき、連合国の一員として第一次世界大戦に参戦した。（第一次世界大戦下の日本も参照）

### 同盟解消
第一次世界大戦後の1919年（大正8年）に、パリ講和会議で日本とイギリスを含む「五大国（米・英・仏・伊・日）」の利害対立が表面化し、とりわけ、国際連盟規約起草における日本の人種的差別撤廃提案が否決されたことは禍根として残った。1921年（大正10年）には、「国際連盟規約への抵触」「日英双方国内での日英同盟更新反対論」「日本との利害の対立から日英同盟の廃止を望むアメリカの思惑」「日本政府の対米協調路線」を背景にワシントン会議が開催される。ここで、「日本、イギリス、アメリカ、フランスによる四カ国条約の締結」および「日英同盟の更新は行わない事」が決定となり、1923年（大正12年）を以って「日英同盟」は前述「四カ国条約」へと移行（拡大・希薄化）した。
「拡大」とはいっても、これは、日英以外の新たな条約加盟国となった「アメリカ」と「フランス」の同意が得られない場合、当然、機能不全となるため、実質的には弱体化であったと言える。当時のイギリスの外相アーサー・バルフォアは「20年も維持し、その間二回の大戦に耐えた日英同盟を（実質）破棄することは、たとえそれが不要の物になったとしても忍び難いものがある。だがこれを存続すればアメリカから誤解を受け、これを破棄すれば日本から誤解を受ける。この進退困難を切り抜けるには、太平洋に関係のある大国全てを含んだ協定に代えるしかなかった」という心境を吐露している。ワシントン会議におけるアメリカの狙いは、日本の太平洋地域、特にフィリピンへの進出を阻むこと、そして日英同盟を破棄させることにあった、といわれる。後年ヘンリー・キッシンジャーは、四カ国条約を「遵守されなくても如何なる結果ももたらさない条約」と評した。

### 新日英同盟
2023年（令和5年）1月12日、日本と英国は新たに日英円滑化協定を締結した。これは、日英の部隊が共同訓練などで相手国を訪問した際の法的地位などを定めた協定で、出入国時の査証（ビザ）申請要件免除や派遣国の運転免許証の有効化、活動時の武器弾薬の所持許可などを盛り込んでいる。
つまり、それぞれの軍隊（自衛隊・イギリス軍）が他方を訪問する際の面倒な入管などの手続きを簡素化することによって、それぞれの軍隊の協働する作戦が円滑に行うことができる。これをうけて、英首相官邸は「日英同盟を締結した1902年以来、最も重要な日英間の防衛協定」と発表した。事実上の日英同盟復活と言われている。協定の目的について、英国軍の日本領土駐在を認めていることから、インド太平洋での日英両軍の大規模な展開だとしている。
この背景について、英国王立防衛安全保障研究所（RUSI）の秋元千明日本特別代表は、ロシアや中国の覇権主義的な動きと米国の存在感の低下に触れながら「米国だけで中露両国に対応できなくなった。補完役を果たすのが日英。米国を加えた三国同盟が目指されている」と語る。また英国側の視点として、返還後の香港での民主化運動の弾圧などを通じ「中国への警戒心が高まった」と指摘。「ブレグジット（EU離脱）で欧州から解放され、インド太平洋への関与を強めている」と話す。今後、航空自衛隊戦闘機の英国派遣など、関わりが深まると予測しつつも、単純な「日英同盟の復活」という見方には異を唱える。「一緒に戦争する攻守同盟が復活するわけではない。相手を縛らない緩やかな協力だ」とし、中国を過度に刺激しない英国の姿勢を強調している。
なお、日英両国による共同訓練自体は、協定締結以前から行われている。2018年（平成30年）には既に、陸上自衛隊が米軍以外とでは初となる国内における陸軍種間の共同訓練を英陸軍との間で実施している。9月30日から10月12日までの間、日英両参加部隊は、長距離隠密偵察及び統合火力誘導に係る訓練を、富士学校、北富士演習場及び王城寺原演習場で行った。2019年には、陸上自衛隊として初めて英国へ訓練部隊を派遣し、英国における英陸軍との実動訓練「ヴィジラント・アイルズ19」を実施した。

## 関連年表
- 1854年（安政1年）- 日英和親条約が締結される。
- 1858年（安政5年）- 日英修好通商条約が締結される。
- 1899年（明治32年）- 1894年（明治27年）調印の日英通商航海条約が実施される。
- 1895年（明治28年）- 日清講和条約後、独仏露の三国干渉があり、このころ日英同盟の機運が生じたといわれる[33]。
- 1901年（明治34年）- 10月16日から交渉を開始する。締結までの間に伊藤博文が日露協商交渉を実施したが、失敗する。
- 1902年（明治35年）1月30日 - 日英同盟締結。
- 1904年（明治37年）- 日露戦争開戦。
- 1905年（明治38年）- 日露戦争終戦。7月29日、桂・タフト協定締結。8月12日、日英同盟（一次改訂版）をロンドンで調印。9月5日、日露講和条約締結（帝政ロシアの敗北、日本の勝利）。
- 1907年（明治40年）- 英露仏による三国協商が成立。7月30日、第一次日露協約調印。
- 1909年（明治42年）- 9月4日、満州及び間島に関する日清協約を調印する。
- 1910年（明治43年）- 7月4日、第二次日露協約調印。韓国併合（日本統治時代の朝鮮）。
- 1911年（明治44年）- 辛亥革命。2月21日に日米新通商航海条約を調印して、日本の関税自主権回復。7月13日、日英同盟（二次改訂版）をロンドンで調印。
- 1912年（明治45年）- 中華民国が成立する。7月8日、第三次日露協約調印。
- 1914年（大正3年）- 8月23日、日本はドイツ帝国へ宣戦布告し、第一次世界大戦に参戦する（第一次世界大戦下の日本）。
- 1915年（大正4年）- 対華21ヶ条要求。
- 1916年（大正5年）- 7月3日、第四次日露協約調印。
- 1917年（大正6年）- ロシア革命。
- 1918年（大正7年）- シベリア出兵。11月、ドイツ革命。第一次世界大戦終戦により日本とイギリスは戦勝国となる。
- 1919年（大正8年）- パリ講和会議。
- 1921年（大正10年）- 日本とイギリス、アメリカ合衆国、フランスとの四カ国条約により日英同盟の廃止を決定。
- 1923年（大正12年）- 8月17日、日英同盟失効。
- 2023年（令和5年）- 1月12日、日英円滑化協定締結。
- 2023年（令和5年）5月18日、共同文書「広島アコード[34]」を発表。「準同盟国」の色彩を強化[35]。

## 日露戦争

### 対露仏同盟
日本にとって、当時世界一の超大国であったロシア帝国の脅威は国家存亡の問題であった。それは、日本側は日清戦争勝利による中国大陸への影響力の増加、ロシア帝国側は外交政策による三国干渉後の旅順及び大連租借権、満州鉄道利権の獲得により顕著となり、両国の世論も開戦の機運を高めていった。
しかし、日清戦争に勝利し、わずかばかりの植民地を得たに過ぎない新興国の日本の勝算は非常に低く、さらに軍備拡大のための資金調達に苦労していた。日英同盟はこの状況に少なからず日本にとって良い影響を与えることになる。
当時のロシア帝国は対ドイツ政策としてフランス共和国と同盟関係（露仏同盟）になっていた。日露開戦となると、当然軍事同盟である露仏同盟が発動し、日本は対露・対仏戦となってしまう危険性を孕んでいた。以上の状況に牽制として結ばれた日英同盟は、1対1の戦争の場合は中立を、1対複数の場合に参戦を義務づけるという特殊な条約であった（これは戦況の拡大を抑止する効果だと思われる）。この結果、日英同盟は露仏同盟にとって強力な抑止力となり、上記の条約内容からフランスは対日戦に踏み込むことができなくなったばかりか、軍事・非軍事を問わず対露協力ができなくなった。

### イギリスの対日協力
当時、世界の重要な拠点はイギリスとフランスの植民地になっており、主要港も同様であった。後に日本海海戦により壊滅したバルチック艦隊は極東への回航に際して港に入ることができず、スエズ運河等の主要航路も制限を受けた。また、イギリスの諜報により逐一本国へ情報を流されていた。
日本にとって日英同盟は、「軍事資金調達の後ろ盾」、「フランス参戦の回避」、「軍事的なイギリスからの援助」、「対露妨害の強化」といった、日露戦争において大きな保証を得るという側面を持つことになった。
ちなみに日露戦争においては、モンテネグロ公国も日本に対して宣戦布告したとされる。その場合、日本は国際法上2国を相手に戦争したこととなり、イギリスに参戦義務が生じていたこととなる。結局、モンテネグロ公国の宣戦布告は無視され、モンテネグロは戦闘に参加せず、講和会議にも招かれていない。もっとも、モンテネグロが実際に宣戦布告していたか、宣戦布告が正規のものだったかどうかは、異説がある。(参考:外交上の終結まで長期にわたった戦争の一覧)

## 第一次世界大戦

### 太平洋派兵
日本は、日英同盟に基づき連合国の一員として1914年8月23日に第一次世界大戦に参戦した（ただし外務大臣加藤高明は、日本は同盟条約上参戦の義務を負う立場ではないとし、同盟の情誼とドイツの根拠地の東洋からの一掃の好機であることとを参戦の理由としている）。ドイツ帝国に宣戦布告したことにより、日清戦争後の三国干渉によってドイツが中国から得た膠州湾租借地、19世紀にスペインから得た南洋諸島を、日本は参戦後瞬く間に攻略して占領し、極東および太平洋におけるドイツによる軍事的脅威を一掃した 。
さらに、イギリスからの要請を受けて、イギリス帝国の一部であるカナダの太平洋沿岸部における、ドイツ海軍艦艇による通商破壊戦に対して警戒することを目的に、巡洋艦「出雲」を派遣した。

### 地中海派兵

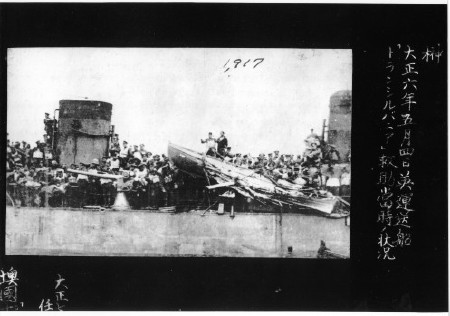
トランシルバニア号救出翌日の駆逐艦榊

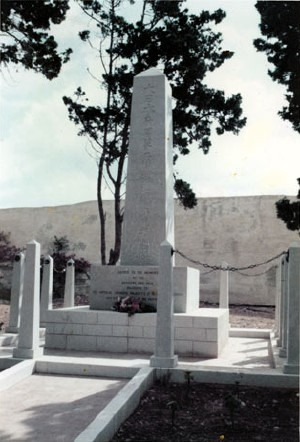
マルタ共和国旧英国海軍墓地 (現英連邦墓地) にある修復直後の日本海軍第二特務艦隊戦没者の墓

大戦後半欧州戦線で連合国側が劣勢になると、イギリスを含む連合国は、日本軍の欧州への派兵を要請してきた。これに対して日本政府は遠隔地での兵站確保は困難であるとして陸軍の派遣は断った。
しかしながら、ドイツ・オーストリア＝ハンガリー海軍Uボート及び武装商船の海上交通破壊作戦が強化され、1917年1月からドイツおよびオーストリアが無制限潜水艦作戦を開始すると連合国側の艦船の被害が甚大なものになり、イギリスは日本へ、地中海へ駆逐艦隊、喜望峰へ巡洋艦隊の派遣を要請した。
日本にとって脅威を受けるわけでもなく、さらに直接的に何の利益も生まないヨーロッパへの派兵を最初は渋っていた日本政府も、日本海軍の積極的な姿勢と占領した膠州湾租借地と南洋諸島の利権を確実なものとするべく、1917年2月7日から順次日本海軍第一特務艦隊をインド洋、喜望峰方面、第二特務艦隊を地中海、第三特務艦隊を南太平洋、オーストラリア東岸方面へ派遣した。
中でも地中海に派遣された第二特務艦隊の活躍は目覚ましかった。大戦終結までの間、マルタ島を基地に地中海での連合国側艦船の護衛に当たり、イギリス軍艦21隻を含む延べ船舶数計788隻、兵員約70万人の護衛に当たった。そして、被雷船舶の乗組員7,075人を救助している。日本海軍が護衛に当たった「大輸送作戦」により、連合国側はアフリカにいた兵員をアレクサンドリア（エジプト）からマルセイユ（フランス）に送り込むことに成功している。
特に、地中海での作戦を開始した1917年4月9日から1か月と経たない5月3日、駆逐艦松と榊はドイツUボート潜水艦の攻撃を受けたイギリス輸送船トランシルヴァニア号の救助活動に当たり、さらに続くUボートの魚雷攻撃をかわしながら、3,266名中約1,800人のイギリス陸軍将兵と看護婦の救助に成功した（その他の特務船と漁船による救助で合計3,000人を救助）。これ以前、救助活動にあたったイギリス艦船が二次攻撃で遭難して6,000名の死者を出したことにより、たとえUボートにより被害を出した船が近くにいたとしても、救助しないということになっていた。そのような状況での決死の救助活動であり、以来、日本海軍への護衛依頼が殺到した。後に、両駆逐艦の士官は、イギリス国王ジョージ5世から叙勲されている。
ところが、それからまた1か月後の6月11日、駆逐艦榊はオーストリア＝ハンガリー海軍のUボート（Smu-27）の攻撃を受け、魚雷が火薬庫に当たったため爆発で重油タンクより前部、船体の3分の1が一瞬のうちに、吹き飛んでしまった。この攻撃により、艦長以下59名が死亡した。
第二特務艦隊は、駆逐艦榊の59名を含み78名の戦没者を出した。これら戦没者の慰霊碑が、マルタの当時のイギリス海軍墓地に榊遭難から1年後に建立された。慰霊碑はイギリス海軍墓地の奥の一番良い場所を提供され、当時、日本海軍の活躍をいかにイギリス海軍が感謝していたかがわかる。
なおマルタの慰霊碑は、第二次世界大戦時のドイツ軍によるマルタ包囲作戦で爆撃を受け、上4分の1が欠けてしまった。長らくその状態で荒れていたが、1974年に新しく慰霊碑を作り直して復元した。

### 日本赤十字社救護班派遣
1914年9月頃、閣議において日本赤十字社より救護員を英仏露三国に派遣することが決定された。日赤はこれに応じて人員を選出した。その数は、英国に看護婦長2名、看護婦20名、フランスに看護婦長2名、看護婦 21名、ロシアには看護婦長1名、看護婦12名、であった。ロシア派遣班は、同年 10月23日に東京を出発、英国派遣班とフランス派遣班は同年12月19日横浜港を出帆した（なお、これに先立ち青島攻撃の時に、日赤は初めての看護婦組織による救護班の海外戦地派遣を行っている）。